# Kamen raidâ x Kamen raidâ Fôze & Ôzu Movie taisen Mega Max
Kamen raidâ x Kamen raidâ Fôze & Ôzu Movie taisen Mega Max è un film del 2011 diretto da Koichi Sakamoto.

## Trama
Foundation X è un'organizzazione di ricerca sotterranea che rivela i loro piani per utilizzare le meteoriti che hanno colpito la terra per combinarli con gli interruttori Zodiarts e eliminare così i Kamen Riders.

## Conosciuto anche come
- Kamen Rider × Kamen Rider Fourze & OOO: Movie War Mega Max (titolo inglese)